# أسامة أحمد العصفور
أسامة أحمد العصفور قانوني بحريني ، وزير التنمية الاجتماعية السابق خلال الفترة 13 يونيو 2022 حتى 6 نوفمبر 2024 وهو ابن الشيخ أحمد خلف العصفور. 

## سيرة شخصية
حصل على شهادة ليسانس الحقوق من جامعة بيروت العربية وكما حصل على شهادة الماجستير في القانون العام من جامعة المملكة. عمل سابقاً بجهاز النيابة العامة منذ تأسيسها وتدرج فيها حتى عُين رئيساً للنيابة العامة وكما عمل سابقاً بالمحاكم بوزارة العدل والشؤون الإسلامية والأوقاف وكام سابقاً عضواً بمفوضية حقوق السجناء والمحتجزين.
في 16 أبريل 2013 أصدر الملك حمد بن عيسى آل خليفة مرسوماً بتعينه نائباً للأمين العام بالأمانة العامة للتظلمات بوزارة الداخلية. وفي 26 نوفمبر 2018 صدر مرسومًا ملكيًا بتعيينه أميناً عاماً لمجلس الشورى بدرجة وكيل وزارة.
وفي 13 يونيو 2022 صدر مرسوماً ملكيًا بتعديل وزاري حيث عُين وزيراً للتنمية الاجتماعية، وجدد تعيينه في نفس المنصب في مرسوم تشكيل الحكومة الذي صدر في 21 نوفمبر 2022. وشغل المنصب حتى 6 نوفمبر 2024 حيث صدر مرسومًا ملكيًا بإحالته للتقاعد.